# Pagaronia taeamsana
Pagaronia taeamsana är en insektsart som beskrevs av Huh och Kae Kyoung Kwon 1994. Pagaronia taeamsana ingår i släktet Pagaronia och familjen dvärgstritar. Inga underarter finns listade i Catalogue of Life.